# Ricardo Miró
Ricardo Miró (sinh ngày 05 tháng 11 năm 1883 - mất ngày 02 tháng 3 năm 1940) là nhà văn, nhà thơ nổi tiếng người Panama, được coi là nhà thơ đáng chú ý nhất tại quốc gia Trung Mỹ này.
Năm ông 15 tuổi, ông đã tới Bogotá để nghiên cứu hội họa, nhưng đã buộc phải quay trở lại Panama vào năm 1899 bởi Chiến tranh Nghìn ngày. Tạp chí Isthmus Herald là nơi ông đã làm việc trong suốt 10 năm cũng là nơi ông cho ra đời những câu thơ đầu tiên của mình.
Từ năm 1908 đến 1911, ông đến Tây Ban Nha du lịch và ông có địa vị như là một lãnh sự tại Barcelona. Năm 1909, bài thơ "Native Land" được xuất bản. Tác phẩm được mô tả như là hoài cổ đầy những suy nghĩ của tác giả về cuộc sống xa quê hương của mình. Năm 1917, ông trở về Panama để phục vụ như là giám đốc Viện Lưu trữ Quốc gia cho đến năm 1927, sau đó là thư ký cho Viện Ngôn ngữ Panama cho đến năm 1940. Ricardo Miró được coi là nhà thơ quốc gia của Panama.
Sau khi ông qua đời, để tưởng nhớ và vinh danh ông, thì một giải thưởng văn học quốc gia (Giải thưởng văn học Ricardo Miró) được trao hàng năm cho những nhà văn, nhà thơ của Panama. Đến năm 1952, giải thưởng này mở rộng thêm cả những đóng góp trong nghệ thuật ca kịch.
Trong lễ kỷ niệm 100 năm ngày sinh của ông, hai tuyển tập các tác phẩm xuất sắc của ông đã được ra mắt bởi Viện Văn hóa Quốc gia Panama.

## Tác phẩm

### Tiểu thuyết
- Preludes (1908)
- Second Preludes (1916)
- The Pacific legend (1919)
- Maria Flower (1922)
- Patriotic verses and scholastic recitals (1925)
- Silent Ways (1929)
- Poetry (tuyển tập được xuất bản năm 1983)
- Novels and Stories (tuyển tập được xuất bản năm 1983)

### Thơ
- "The Last Seagull" (1905)
- "Native Land" (1909)
- "To Portobello" (1918)
- "Patria" ("Homeland")
- The reincarnation poem (1929)